# Maison de poupée (film, 2009)
Pour les articles homonymes, voir Maison de poupée (homonymie).
Pour plus de détails, voir Fiche technique et Distribution.
Maison de poupée (titre américain : Mabou Mines Dollhouse) est un film franco-américain réalisé par Lee Breuer, sorti en 2009.

## Fiche technique
- Titre : Maison de poupée
- Titre américain : Mabou Mines Dollhouse
- Réalisation : Lee Breuer
- Scénario : Henrik Ibsen
- Pays de production :  États-Unis /  France
- Durée : 123 minutes
- Année de production : 2008
- Date de sortie : France : 18 mars 2009

## Distribution
- Maude Mitchell
- Mark Povinelli